# クトルク
クトルク（モンゴル語: Qutluq、定宗2年（1247年） - 大徳10年1月6日（1306年1月20日））は、13世紀後半にモンゴル帝国に仕えたジャアト・ジャライル部出身の将軍。
『元史』には立伝されていないが、『至正集』巻38「札剌爾公祠堂記」に「札剌爾（ジャライル）公」としてその事蹟が記される。『新元史』には「札剌爾公祠堂記」を元にした列伝が記されている。なお、「札剌爾公祠堂記」は諱を「忽魯忽都」と表記するが、『新元史』は「忽図魯」と表記する。

## 概要
クトルクは、モンゴル帝国建国の功臣ムカリの弟のタイスンの孫に当たる人物である。タイスンの子のトゥメテイは才識あることで知られ、四川侵攻に加わって嘉定府攻略に功績を挙げた。トゥメテイにはジャルグとクトルクという息子がおり、長男のジャルグは征南万戸の地位にあったが南宋との戦いで戦死してしまった。南宋侵攻の総司令であるバヤン丞相は未だ幼いジャルグの息子ではなく弟のクトルクがジャルグの地位を継承するよう働きかけたため、クトルクは一族の軍団を率いて南宋平定戦に従事することになった。至元15年（1278年）には昭勇大将軍兼揚州路総管府ダルガチとされ、官位は昭毅大将軍から昭武大将軍に進んだ。
浙東の楊震龍が叛乱を起こした際にはこれを討伐し、周辺の賊も風聞を聞いてクトルクに降った。ジャルグの息子のシャウチン（舒温真）が成長するとクトルクは地位を譲ったが、江南行台はクトルクの才幹を見込んで福建閩海道粛政廉訪使に任じた。オルジェイトゥ・カアン（成宗テムル）が即位すると、クトルクは宣慰使都元帥・鎮国上将軍とされ、葛蛮宣撫司に招かれた。そこでクトルクは錫布・喇台・乞即・落東などを平定し、諸部族の酋長の羅陳・羅何・羅廉らも50戸を率いて降った。クトルクは酋長らを率いてオルジェイトゥ・カアンに入観したが、オルジェイトゥ・カアンは大いに喜んで金織衣を賜り、酋長らには官職を与えたという。
大徳2年（1298年）、広西両江道に移り、叛乱を起こした易奚晩・高仙道らを討った。また翌年には羅光殿・羅伯牛・羅仲顕らが3万4千戸を率いて降った。大徳7年（1303年）、輔国上将軍として浙東道に移ったが、翌年には母のため所領（投下領）の東阿県に戻った。その後、大徳10年（1306年）正月6日に病により60歳で亡くなった。
クトルクには4人の息子がおり、寧国路総管となった仏保、早世したアルタン・ブカ、「札剌爾公祠堂記」を立てた安僧、兵部尚書秩嘉議大夫となったボロトらがいた。

## ジャアト・ジャライル部タイスン家
- グウン・ゴア（Gü’ün U’a ＞孔温窟哇/kǒngwēn kūwa）
  - ムカリ国王（Muqali guy-ong ＞木華黎国王/mùhuálí guówáng,موقلىكويانك/mūqalī kūyānk）
  - 郡王タイスン（Tayisun ＞帯孫/dàisūn,طایسون/ṭāīsūn）
    - モンケ（Möngke ＞忙哥/mánggē）
      - タタルダイ（Tatardai ＞塔塔児台/tǎtǎértái）

    - トゥメテイ（Tümetei ＞禿満䚟/tūmǎndǎi）
      - ジャルグ（J̌arγu ＞札剌忽/zhálàhū）
      - クトルク（Qutluq ＞忽図魯/hūtúlǔ）